# Islamische Republik Afghanistan
Die Islamische Republik Afghanistan (paschtunisch د افغانستان اسلامي جمهوریت Da Afġānistān Islāmī Dschomhoriyat, persisch جمهوری اسلامی افغانستان Dschumhuri-ye Islāmi-ye Afghānistān) war der Staat in Afghanistan von 2004 bis 2021.
Das Land konstituierte sich während der internationalen Stabilisierungsmission (ISAF) durch die Verfassung von 2004 als demokratische, islamische Republik. Von 2004 bis 2014 war Hamid Karzai Präsident Afghanistans. Nach der Präsidentschaftswahl 2014 wurde Aschraf Ghani zum Sieger erklärt und am 29. September 2014 als Staatsoberhaupt vereidigt.
Nach dem Abzug der internationalen Truppen im August 2021 erlangten jedoch die Taliban schnell wieder die Kontrolle über das Land und vertrieb die bisherige demokratische Regierung ins Exil, die seither de facto keinen Teil des Landes mehr kontrolliert. Zwar wird sie de jure international weiterhin als rechtmäßiger Vertreter des afghanischen Staates anerkannt und stellt weiterhin dessen Vertreter bei den Vereinten Nationen, jedoch hat sie sich auch praktisch mittlerweile aufgelöst.

## Geschichte

### Vorgeschichte
Am 27. September 1996 marschierten die Taliban in Kabul ein und errichteten das Islamische Emirat Afghanistan. Nach einem Bericht der Vereinten Nationen begingen die Taliban systematische Massaker gegen die Zivilbevölkerung, während sie versuchten ihre Kontrolle im Westen und Norden Afghanistans zu festigen. Allerdings gelang es nicht alle Regionen im Norden zu erobern. Nach den Terroranschlägen am 11. September 2001 begannen die USA am 7. Oktober mit der Operation Enduring Freedom, das Talibansystem zu stürzen. Am 13. November 2001 fiel die Hauptstadt Kabul. Wenige Wochen nach den ersten Angriffen gelang es der Nordallianz, die bis dahin etwa zehn Prozent des Landes kontrollierte, nahezu das gesamte Land einzunehmen. Nach der ersten internationalen Afghanistan-Konferenz in Bonn wurde Hamid Karsai entsprechend der Bonner Vereinbarung im Jahr 2002 als Übergangspräsident eingesetzt und eine internationale Schutztruppe unter dem ISAF-Kommando aufgestellt.

### Gründung
Die provisorische Regierung wurde im Juni 2002 durch eine von einer landesweiten außerordentlichen Loja Dschirga bestimmten Übergangsregierung abgelöst, wiederum mit Karzai als Übergangspräsidenten an der Spitze eines Islamischen Übergangsstaats Afghanistan. Ende 2003 wurde eine verfassungsgebende Loja Dschirga einberufen, welche die neue afghanische Verfassung im Januar 2004 ratifizierte. Die am 9. Oktober 2004 durchgeführte Präsidentschaftswahl bestätigte Karsai als nunmehr demokratisch legitimierten Präsidenten. Den Abschluss des im Petersberger Abkommen vorgesehenen Demokratisierungsprozesses markierten die Parlamentswahlen im September 2005, aus denen sich das erste frei gewählte afghanische Parlament seit 1973 konstituierte. Diese Wahlen sollten ursprünglich im Juni 2004 stattfinden, mussten aber aufgrund von Verzögerungen bei der Wahlregistrierung mehrmals verschoben werden.

### 2005–2021
Bei der Wahl 2009 gab es Wahlmanipulation, welche das Vertrauen in die Demokratie schwächte.
Bis 2021 war militärische Präsenz von verschiedenen Staaten im Land, welche einen essenziellen Teil der Sicherheitsstruktur ausmachte. Als der US-Präsident Joe Biden Mitte April 2021 den Truppenabzug aller US-Streitkräfte verkündete, erklärte die NATO das Ende der Mission.

### Zusammenbruch ab Mai 2021
Seit Beginn des Abzugs der US- und NATO-Truppen im Mai 2021 verzeichneten die Islamistischen Taliban enorme Gebietsgewinne in Afghanistan. Angesichts des Vormarsch der Taliban auf Kabul hatte der afghanische Präsident Ashraf Ghani das Land verlassen. Am 15. August 2021 hatten die Taliban den Sieg erklärt.

## Wirtschaft
Wichtigster Partner in der sicherheits- und wirtschaftspolitischen Zusammenarbeit waren die USA. Die staatlichen und politischen Strukturen des Landes in der Post-Taliban Zeit wurden zum größten Teil unter Anleitung und Aufsicht der Vereinigten Staaten konzipiert. Die USA waren der mit Abstand größte Geber von Entwicklungshilfe im Land.

## Politik
Nach der Verabschiedung der afghanischen Verfassung im Jahr 2004 war Afghanistan eine Islamische Republik mit einem präsidialen Regierungssystem. Die Verfassung galt als eine der demokratischsten der islamischen Welt und sah die Gleichberechtigung der Angehörigen aller Religionen und ethnischen Gruppen sowie der Geschlechter vor.

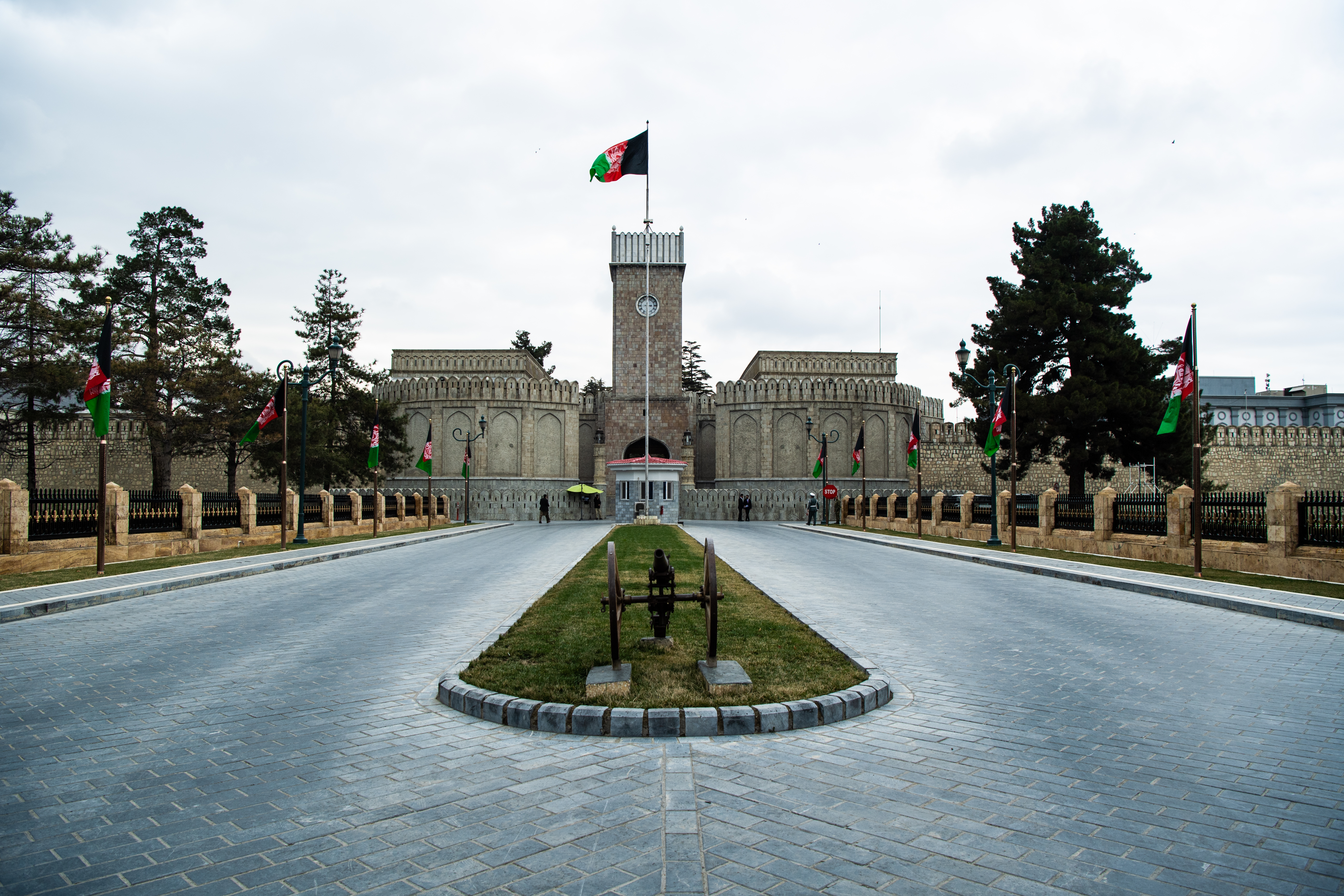
Der Arg in Kabul (Präsidentenpalast)

Der Präsident wurde demnach direkt vom Volk für eine Dauer von fünf Jahren gewählt. Nach zwei Amtszeiten war es dem Präsidenten verwehrt, wieder zu kandidieren. Ein Präsidentschaftskandidat musste mindestens 40 Jahre alt, Muslim und afghanischer Staatsbürger sein. Der Bewerber nominierte zwei Vizepräsidentschaftsbewerber. Der Präsident war Staats- und Regierungsoberhaupt und Oberbefehlshaber der militärischen Streitkräfte. Zu seinen Befugnissen gehörten außerdem die Bestimmung seines Kabinetts, sowie die Besetzung von Positionen im Militär, der Polizei und Provinzregierungen mit der Zustimmung des Parlaments.

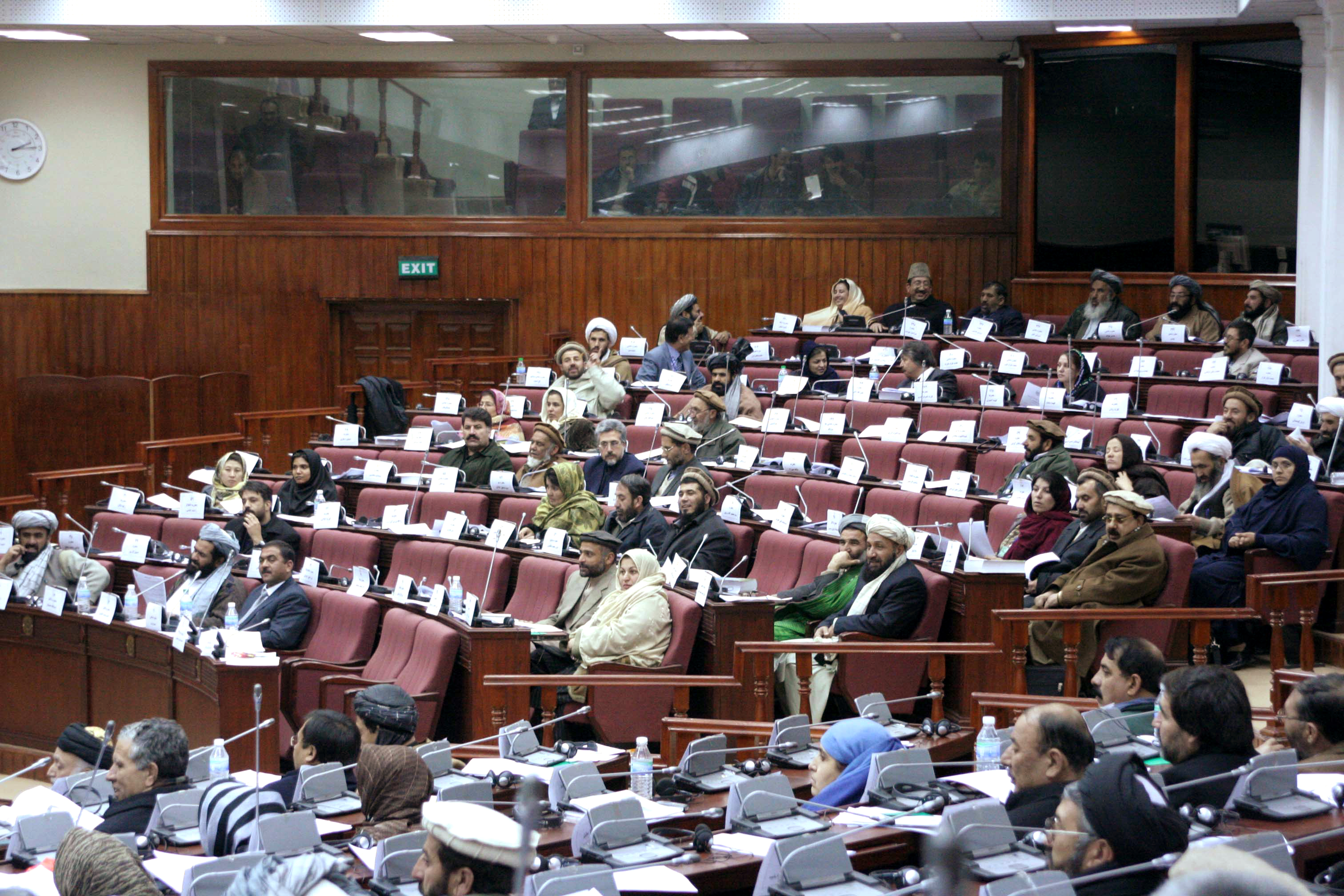
Afghanisches Parlament

Die Nationalversammlung war die Legislative von Afghanistan und bestand aus zwei Häusern: der Wolesi Dschirga (Haus des Volkes) und der Meschrano Dschirga (Haus der Älteren). Die Wolesi Dschirga bestand aus 249 Sitzen, wobei 68 für Frauen und zehn für die Nomaden-Minderheit der Kutschis vorbehalten sind. Die Abgeordneten wurden durch direkte Wahl bestimmt, wobei die Anzahl der Sitze im Verhältnis zur Einwohnerzahl der jeweiligen Provinz standen. Es mussten mindestens zwei Frauen pro Provinz gewählt werden. Eine Legislaturperiode dauerte fünf Jahre. Zur Wahl waren keine Parteien zugelassen. Auf dem Stimmzettel erschienen der Name, das Foto und das Symbol des Bewerbers, dem keine Verbindung zu bewaffneten Organisationen erlaubt waren. Die Mandatsträger erhielten keine Immunität vor dem Gesetz. Die Meschrano Dschirga bestand zu je einem Drittel aus Delegierten, die von den Provinz- beziehungsweise Distrikträten für vier Jahre bestimmt wurden sowie zu einem Drittel aus Abgeordneten, die vom Präsidenten bestimmt wurden, wobei die Hälfte aus Frauen bestehen musste. Bei wichtigen, wegweisenden Entscheidungen wurde zudem die Loja Dschirga, eine Versammlung aus Stammesführern und anderen moralischen und geistigen Oberhäuptern, zu Rate gezogen.
Die Judikative setzte sich aus dem Stera Mahkama (Oberster Gerichtshof), dem Berufungsgericht und niederen Gerichten für bestimmte Zuständigkeiten zusammen. Der Stera Mahkama bestand aus neun Richtern, die vom Präsidenten für eine Amtszeit von zehn Jahren nominiert und vom Parlament bestätigt wurden. Richter mussten mindestens das Alter von 40 Jahren erreicht haben, durften keiner politischen Partei angehören und mussten einen Abschluss in Jura oder islamischer Rechtsprechung vorweisen. Die Stera Mahkama hatte auch die Befugnisse eines Verfassungsgerichtshofs.

### Parlamentswahlen
Die Parlamentswahl in Afghanistan 2010 fand am 18. September 2010 statt. Es wurden 249 Abgeordnete aus rund 2500 Kandidaten gewählt. Durch die brisante Sicherheitslage gingen Schätzungen davon aus, dass bis zu 14 % der Wahllokale nicht geöffnet werden können. Afghanistan scheint nach Ansicht von Babak Chalatbari, „vor der Alternative zu stehen, erkannte Fehler zu korrigieren oder sich mit dem ungenügenden Status quo zu arrangieren. Die erste Option bedeutet einen zwar schmerzhaften, aber notwendigen Schritt in Richtung Transparenz, Verantwortung und gute Regierungsführung. Die zweite Option dagegen bedeutet Stagnation und beinhaltet das Risiko eines politischen Systemkollapses.“ „Manipulationen sind inzwischen integraler Bestandteil des afghanischen Wahlprozesses“, stellten Citha Maaß und Thomas Ruttig für die Parlamentswahl 2010 fest und machen diese beiden Gründe dafür verantwortlich, dass das Vertrauen in das Post-2001-System immer stärker schwindet, und die Aufstandsbewegung immer mehr Zuläufer findet. Zudem drohten die Taliban den Wählern mit dem Tode.
Vom 20. bis 21. Oktober 2018 fand die letzte Parlamentswahl in Afghanistan vor der Machtübernahme der Taliban statt. Wegen Unstimmigkeiten über den Wahlmodus wurde die Legislaturperiode von fünf auf acht Jahre erhöht und der Abstimmungszeitraum wegen Problemen bei der Wähleridentifizierung und der Öffnung der Wahllokale auf den 21. Oktober erweitert. Nach offiziellen Angaben registrierten sich 8.918.107 Personen (ca. 75 % der Wahlberechtigten) zur Wahl; die Wahlbeteiligung lag nach Schätzungen bei mindestens drei Millionen (ca. 25 % der Wahlberechtigten). Nach einer über ein halbes Jahr dauernden Auszählung der Stimmen wurde das amtliche Endergebnis am 14. Mai 2019 veröffentlicht.

### Präsidentschaftswahlen
Am 20. August 2009 fanden in Afghanistan die Wahlen für das Präsidentschaftsamt statt, gleichzeitig auch die Provinzratswahlen. Der damalige Amtsinhaber Hamid Karzai wurde dabei am 19. November 2009 erneut als Präsident vereidigt, nachdem in den Wochen davor eine geplante Stichwahl wegen des Rückzugs seines Mitstreiters Abdullah Abdullah abgesagt worden war. Der erste Wahlgang, bei dem Karzai eine notwendige absolute Mehrheit verfehlt hatte, war von Wahlmanipulationen und mehreren Bombenanschlägen in den Tagen zuvor überschattet.
Die letzte Präsidentschaftswahl in Afghanistan vor der Machtübernahme der Taliban fand am 28. September 2019 statt. Der ursprüngliche Wahltermin wurde von der Unabhängigen Wahlkommission Afghanistans um mehr als fünf Monate nach hinten verschoben und das amtliche Endergebnis knapp fünf Monate nach der Wahl veröffentlicht. Nach offiziellen Angaben gewann der bis dahin amtierende Präsident Aschraf Ghani die Wahl mit 50,64 % der abgegebenen Stimmen. Der Gegenkandidat Ghanis, Abdullah Abdullah, lehnte das Ergebnis ab und ließ sich ebenfalls zum Präsidenten vereidigen. Am 17. Mai 2020 beendeten Ghani und Abdullah die politische Krise, indem sie ein Abkommen zur Teilung der Macht abschlossen; Aschraf Ghani blieb Präsident.

## Menschenrechte und Terrorismus

### Terrorismus von Taliban und IS
Viele Taliban flohen über die Durand-Linie nach Pakistan und formierten sich dort neu. 2003 traten sie erstmals wieder in Erscheinung. Ab Anfang 2006 verübten sie zusammen mit dem Haqqani-Netzwerk und der Hizb-i Islāmī von Gulbuddin Hekmatyār verstärkt Anschläge gegen afghanische Zivilisten und Soldaten der ISAF. Selbstmordattentate, die vorher in Afghanistan völlig unbekannt waren, und Bombenanschläge auf nichtmilitärische Ziele nahmen stark zu.
Die Taliban richteten sich in Anschlägen gezielt gegen die afghanische Zivilbevölkerung. Im Jahr 2009 waren sie laut Angaben der Vereinten Nationen für über 76 % der Opfer unter afghanischen Zivilisten verantwortlich. Auch im Jahr 2010 waren die Taliban für über Dreiviertel der zivilen Todesopfer in Afghanistan verantwortlich. Zivilisten waren mehr als doppelt so häufig das Ziel tödlicher Anschläge der Taliban wie afghanische Regierungstruppen. Die Afghanistan Independent Human Rights Commission (AIGRC) nannte die gezielten Anschläge der Taliban gegen die Zivilbevölkerung ein „Kriegsverbrechen“. Religiöse Führer verurteilten die Anschläge der Taliban als Verstoß gegen die islamische Ethik.
Auch der Islamische Staat verübte einige Anschläge in Afghanistan.

### Frauenrechte
Im Jahr 2003 ratifizierte die Regierung von Hamid Karsai ohne Vorbehalt die UN-Konvention zur Beseitigung jeder Form von Diskriminierung der Frau und die Verfassung von 2004 stellte Frauen rechtlich gleich, doch es galten widerstreitende Rechtssysteme, die gesellschaftlich und machtpolitisch umkämpft blieben. Im Jahr 2009 wurden in einem neuen Familiengesetz „eheliche Pflichten“ von Frauen gegenüber ihrem Ehemann festgeschrieben. Im Februar 2014 unterzeichnete das afghanische Parlament ein Gesetz, das Männern, die Frauen misshandeln, faktisch Straffreiheit garantiert.
Auch das Tragen der Burka, „Ehrenmorde“, erzwungene Hochzeiten oder der Verkauf von Frauen galten danach als eher normal.